# 仙台市福祉プラザ
仙台市福祉プラザ（せんだいしふくしプラザ）は、宮城県仙台市青葉区五橋にある複合施設である。東二番丁通りと愛宕上杉通との交差点に面して建っている。

## 沿革
当地は、明治期に旧仙台藩重臣の山家豊三郎の別邸「清奇園」があった場所である。1913年（大正2年）9月には、清水小路（現・愛宕上杉通）をはさんで「清奇園」の向かい側に東三番丁から東北女子職業学校（三島学園東北生活文化大学などの前身）が移転してきた。
1956年（昭和31年）、同園の庭園を一部残して、東八番丁から仙台赤十字病院が移転・開院した。1974年（昭和49年）11月に三島学園が泉市上谷刈東伐生（現・仙台市泉区虹の丘）に全面移転し、1970年代後半には東二番丁通りが同院の前まで延伸されて清水小路と接続されると、三島学園の跡地には、現在仙台第一生命タワービルディングが建っている地から仙台市立病院が1980年（昭和55年）3月に移転・開院した。
道を挟んで2つの大病院が建ち並ぶ状況になったため、1982年（昭和57年）に仙台赤十字病院が市内の新興住宅地の1つである八木山に移転・開院した。同院の跡地は仙台市地下鉄南北線や同線五橋駅の建設工事の際に使用された後、1994年（平成6年）に仙台市福祉プラザが設置された。

## 施設
- ふれあいホール（302席）
- プラザホール（150席）
- 展示ロビー
- 託児室
- 録音室
- 創作室
- 調理実習室
- 和室
- 大広間1～2
- 研修室1～4

## アクセス
- 仙台市地下鉄南北線・五橋駅南1出口より徒歩3分。
- 仙台市営バス・宮城交通では「福祉プラザ前」が最寄りのバス停となっている。
- 東北自動車道仙台宮城ICより車で12分。

## 周辺施設
- 五橋駅
- 仙台市立五橋中学校
- 東北学院大学土樋キャンパス
- 東北学院大学五橋キャンパス
- 仙台市立荒町小学校